# Big Brother (George Orwell)

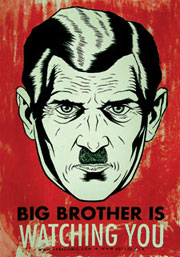
Big Brother op een affiche

Big Brother (Nederlands: Grote Broer) is het almachtige, onfeilbare staatshoofd van Oceanië uit de dystopische roman 1984 van de Britse schrijver George Orwell. Big Brother heeft altijd gelijk en neemt nooit verkeerde beslissingen. 
In het verhaal wordt beschreven dat zijn ware naam onbekend is en dat niemand zelfs weet of hij bestaat. Het is ook mogelijk dat hij overleden is en opgevolgd door een ander. Maar in de beschreven dystopie wordt in het dagelijkse leven over dit alles nooit nagedacht of gesproken. De achtergrond van Big Brother is dan ook iets waar alleen een enkeling mee bezig is, zoals de hoofdpersoon Winston Smith. Mede door dergelijk nadenken over de grote leider komt hij in grote problemen.  
In zijn in 1948 geschreven roman 1984 schetst Orwell een onmenselijke totalitaire staat die in alle opzichten volledig beheerst wordt door de Partij. De alom aanwezige leider van de Partij wordt Big Brother genoemd. Iedere bewoner van het land wordt voortdurend in de gaten gehouden met camera's, die zelfs in de huizen zijn geïnstalleerd. Dit gebeurt onder de leuze Big Brother is watching you (Grote Broer houdt je in de gaten).

## Waarschuwing
Het boek is een waarschuwing voor wat er in een totalitair systeem (zoals nazi-Duitsland of de Sovjet-Unie onder Jozef Stalin) in het verschiet kan liggen wanneer mensen hun individualisme kwijtraken. De roman kwam in het jaar 1984 behoorlijk in de publiciteit en had toen nog weinig aan actualiteit ingeboet, omdat de Koude Oorlog nog volop aan de gang was. Sinds die tijd speelt de term ‘Big Brother is watching you’ vaak een rol in het privacydebat in het kader van de uitvoering van de taken van de overheid, als ook vanwege de door de grote IT bedrijven van de burgers verzamelde informatie via Internet.

## Verwijzingen
Het Nederlandse televisieprogramma Big Brother, waarin bewoners van een huis 24 uur per dag gevolgd worden, is vernoemd naar dit personage.